# فرانك غارسيس
فرانك غارسيس هو لاعب كرة قاعدة دومينيكاني، ولد في 17 يناير 1990 في سان كريستوبال في جمهورية الدومينيكان.

## وصلات خارجية
- فرانك غارسيس على موقع دوري كرة القاعدة الرئيسي (الإنجليزية)
- فرانك غارسيس على موقع الدوري الياباني لكرة القاعدة (الإنجليزية)
- فرانك غارسيس على موقعبيزبول رفرنس.كوم (الدوري الرئيسي) (الإنجليزية)
- فرانك غارسيس على موقعبيزبول رفرنس.كوم (الدوري الثانوي) (الإنجليزية)
- فرانك غارسيس على موقع إي إس بي إن.كوم (أم.أل.بي) (الإنجليزية)
- فرانك غارسيس على موقع مشجعي الرسوم البيانية (الإنجليزية)